# Доппо Кунікіда
Доппо Кунікіда (яп. 国木田 独歩, Kunikida Doppo, справжнє ім'я  Тецуо Кунікіда, 30 серпня 1871— 23 червня 1908)— японський автор романів і романтичних віршів періоду Мейджі, відомий як один із винахідників японського натуралізму.

## Раннє життя та освіта
Доппо Кунікіда народився в Чьоші, префектура Чіба. Хоча існують сумніви щодо того, хто був біологічним батьком Доппо, його виховувала мати та її чоловік. Сім’я переїхала до Токіо в 1874 році, а в 1876 до міста Івакуні, префектура Ямаґучі. Сільська місцевість домена Чьошю подарувала юнаку любов до природи, що вплинуло на появу натуралізму у творчості Кунікіди. Доппо покинув школу в 1888 році, щоб допомогти забезпечувати родину. Проте вже в 1889 він вирушив на навчання до Токіо.
Навчався на факультеті англійської мови в Токійській спеціалізованій школі (зараз Університет Васеда). Кунікіда зацікавився західною демократією, згодом через бунтарську поведінку його виключили зі школи в 1891. Коли Доппо було 20, він прийняв християнство, його хрещеним став Уемура Масахіса. Релігія та поезія Вільяма Вордсворта вплинув на пізній стиль письма.

## Кар'єра та особисте життя
У 1892 Кунікіда заснував літературний журнал "Література для молоді"  (青年文學 Сейнен бунґаку) і в 1893 розпочав особистий щоденник  “Чесна оповідь” (欺かざるの記 Адзамукару но кі, опубліковано після смерті) в тому ж році почав викладати англійську мову, математику та історію у Саїкі.
У 1894 він приєднався до новинної газети “Громадянська газета”, як воєнний кореспондент. Його репортажі з лінії фронту Першої японсько-цінської війни, що були зібрані та перевидані після смерті автора під назвою “Повідомлення дорогому брату”, отримали високу оцінку від читачів. 
Наступного року Кунікіда оселився з батьками в Токіо, де редагував журнал “Друзі народу” (國民の友, Кокумін но томо). Автор зустрів майбутню дружину Нобуко Сасакі, про яку, як припускають, Такео Арішіма написав свій популярний роман “Конкретна жінка”. Проти волі батьків дівчини (мати Нобуко стверджувала, що краще скоїти самогубство, ніж вийти заміж за Доппо) пара уклала шлюб у листопаді 1895 року. Подальші фінансові труднощі Кунікіди призвели до того, що вагітна Нобуко розлучилась з ним через п’ять місяців після заміжжя. Невдалий шлюб погано вплинув на Кунікіду. В особистому щоденнику зафіксовані депресія та скорбота.
Невдовзі після розлучення Кунікіда пише  романтичну поезію, коли починає роботу над антологією у співавторстві з Катаєм Таямою та Куніо Мацуоке (Куніо Янаґіта). Приблизно в той же час Доппо публікує декілька віршів, що згодом будуть зібрані разом з іншим відомим твором “Дядько Ґен” (源叔父,  Ґен Оджі). Стиль письма Кунікіди приніс щось нове в тогочасну лірику.
Кунікіда одружився вдруге з Харуко Еномото в 1898. У 1901 опублікував свою першу збірку коротких оповідок “Мусашіно”, де зображав людей, які жили минулим.
У той же період стиль Кунікіди почав змінюватись. Однак текст “Весняний птах”, написаний у 1904, став визначним твором Кунікіди в романтизмі. У його подальших творах таких як “Смерть бідолашного чоловіка” (窮死, Кьоші) та “Бамбукова хвіртка” (竹の木戸, Таке но кіда), стало помітно, що Кунікіда відходив від романтизму на користь натуралізму.
Незадовго до початку російсько-японської війни в 1905 Кунікіда відкрив видавничий бізнес, що збанкрутував через 2 роки. У тому ж році заснував журнал “Ілюстрований жіночий журнал”.

## Смерть
У 1907 році Кунікіда захворів на туберкульоз. На початку 1908 він переїхав до санаторію в Чіґасакі.  Через хворобу Доппо помер у 1908 у віці 36 років. Він похований на кладовищі Аояма в Токіо.

## Згадки в поп-культурі
- Образ Кунікіди є в аніме “Літератори бродячі пси”, де персонажі базуються на відомих постатях японської літератури. Їхнє життя, характери та твори є основою для персонажів, до прикладу, надздібності пов’язані з найвідомішими творами митців або їхніми здобутками. Суперсила Кунікіди “Незрівнянний поет” відсилає на майстерність поета. Персонаж аніме товаришує з Катаєм Таямою та має короткочасне захоплення Сасакі Нобуко.
- Кунікіда також з’являється в браузерній грі “Літератори та Алхіміки”, де японські літератори намагаються врятувати тексти від знищення: для цього їм потрібно поринати в історії та слідкувати, щоб ті відбувались за  канонічним сюжетом.

## Переклади українською
- Кунікіда Доппо. Незабутні люди. Пер. з японської Анни Бондар. – Київ: Bimba, 2025. – 112 с. ISBN 978-617-95344-5-4

## Зовнішні посилання
- National Diet Library
- Works by or about Doppo Kunikida
- Works by Doppo Kunikida
- e-texts of Doppo's works
- Doppo Kunikida's grave
- 青空文庫国木田独歩
- アスネタ国木田独歩
- あらら本舗国木田独歩

| Поет | Це незавершена стаття про поета або поетесу. Ви можете допомогти проєкту, виправивши або дописавши її. |